# Lantana splendens
Lantana splendens là một loài thực vật có hoa trong họ Cỏ roi ngựa. Loài này được Medik. mô tả khoa học đầu tiên năm 1775.